# NGC 1877
NGC 1877 é um aglomerado aberto com nebulosa na direção da constelação de Dorado. O objeto foi descoberto pelo astrônomo John Herschel em 1838, usando um telescópio refletor com abertura de 18,6 polegadas. 